# Теньківка
Те́ньківка(до 07.06.1946 року — Янушівка) — село в Україні, у Житомирському районі, Житомирської області. Входить до складу Курненської сільської громади. Населення становить 387 осіб..

## Історія

### Українська Народна Республіка
З 1917 року село належить до Української Народної Республіки. Втім, незабаром воно було окуповане більшовиками.

### Голодомор 1932—1933 років
В цей час село входило до складу Янушівської сільради Новоград-Волинського району Київської області. За даними сільради у 1932—1933 роках загинуло 16 людей, на сьогодні встановлено імена 15 з них. Мартиролог укладений на підставі довідки Теньківської сільради, що базується на свідченнях очевидців Домославської М. А., Горшкальової Н. Т., Забродської Л. О., Корзун О. Ф.

### Друга світова війна
Майже два з половиною роки село перебувало під німецькою окупацією. Всі жителі села, починаючи з 15-річного віку, зобов'язані були реєструватися і працювати. Рабське становище теньківчан призводило до їх непокори та долучення до радянських партизанських загонів.
Безсилі в боротьбі з опором населення, нацисти у вересні 1943 року повністю спалили село Теньківку, загинуло 136 жителів.
Багато теньківчан брали участь у німецько-радянській війні на боці СРСР. Навічно залишилися в землі Польщі — М. І. Пашківський, К. А. Осинов, В. К. Піскун, М. І. Луференко, Д. Є. Луференко; в Латвії — похований М. П. Калачів; а в Німеччині — А. М. Корзун. Ф. Ф. Пузовіков брав участь у війні з 1941 року, став лейтенантом і загинув у 1945 році, похований на офіцерському кладовищі в м. Кюстрин (Польща). Безвісти пропали І. М. Консевич, П. Д. Забродський, П. Г. Пашков. На початку війни загинув О. Є. Петров. 36 жителів села брали участь в діяльності радянських партизанських загонів, серед яких М. П. Скрицький і Ф. В. Лізунов. Обласна Книга Пам'яті вміщує прізвища 98 чоловік, які не повернулися до рідних домівок.

### Незалежна Україна
З 24 серпня 1991 село входить до складу незалежної України.
Колишній орган місцевого самоуправління — Теньківська сільська рада.

## Населення

### Мова
Розподіл населення за рідною мовою за даними перепису 2001 року:
| Мова       | Кількість | Відсоток |
| ---------- | --------- | -------- |
| українська | 305       | 78.81%   |
| російська  | 82        | 21.19%   |
| Усього     | 387       | 100%     |

## Вшанування пам'яті
1986 року одна з вулиць села отримала назву на честь генерал-майора танкових військ Потапова Михайла Івановича, командувача 5-ю армією Південно-Західного фронту, війська якої захищали Житомирщину 1941 року в перші місяці німецько-радянської війни при стримуванні наступу німецьких військ на Київ. Протяжність вулиці 300 м. До присвоєння цього імені Вулиця Потапова назви не мала. На ній розміщені приватні будинки мешканців села.

## Теньківка в інтернеті
- www.tenkivka.at.ua
- Facebook
- YouTube
- Twitter